# نيكولاس دومينغو
نيكولاس دومينغو (بالإسبانية: Nicolás Domingo) (8 أبريل 1985 في الأرجنتين - ) هو لاعب كرة قدم أرجنتيني في مركز الوسط. لعب مع أرسنال ساراندي وبانفيلد وبنيارول وريفر بليت ونادي جنوى وديبورتيفو كوينكا.

## وصلات خارجية
- نيكولاس دومينغو على موقع قاعدة بيانات كرة القدم.إي يو (الإنجليزية)
- نيكولاس دومينغو على موقع Soccerway.com (الإنجليزية)